# Paul de Lagarde
Paul Anton de Lagarde, do 1854 roku nosił nazwisko Paul Anton Bötticher (ur. 2 listopada 1827 w Berlinie, zm. 22 grudnia 1891 w Getyndze) – niemiecki orientalista i filozof.

## Życiorys
Nauki pobierał we Friedrich Wilhelms Gymnasium. Studiował na Uniwersytecie Berlińskim (1844-1846) oraz na uniwersytecie w Halle (1846-1847, teologia, filozofia, języki orientalne - arabski i perski). W Halle habilitował się. Po habilitacji w latach 1852–1853 odbył podróż naukową do Londynu i Paryża, a po powrocie do Niemiec przez dwanaście lat uczył w berlińskich szkołach. Od 1869 roku zaczął wykładać języki orientalne w Getyndze. W pracy naukowej zajmował się tekstami biblijnymi i ojców Kościoła. Był autorem przekładów dzieła Giordana Bruna.

## Poglądy
W swoich koncepcjach politycznych formułował postulaty socjalne, a także utworzenia Kościoła o charakterze narodowym, co znalazło odbicie w publikowanych od 1886 roku „Deutsche Schriften”. Artykuł „O najbliższych obowiązkach niemieckiej polityki” był pierwszą wzmianką o Madagaskarze, jako miejscu osiedlenia Żydów europejskich (nie wierzył, że można ich zgermanizować). Lagarde jest w Niemczech uznawany za ojca duchowego holokaustu, szczególnie duży wpływ wywarł na poglądy Alfreda Rosenberga.
Popierał nacjonalizm niemiecki, okazywał wrogość wobec Kościoła katolickiego oraz jego dorobku cywilizacyjnego. Był również krytyczny wobec protestantyzmu. W swoich poglądach stał na gruncie neopogaństwa germańskiego i volkizmu.
Był przeciwnikiem liberalizmu, który uważał za ideologię obcą Niemcom. Nie popierał parlamentaryzmu, dał się także poznać jako przeciwnik uprzemysłowienia. Uważał, że uzależnia Niemcy od obcych gospodarek i służy Żydom. Pragnął Niemiec obejmujących w granicach Austrię oraz obszary należące do Rosji, które chciał, by zostały zasiedlone przez niemieckich chłopów. Oznaczało to depolonizację i germanizację ziem zamieszkałych przez Polaków. Postulat ten został przejęty przez nazistów.
Uważał, że najlepszym ustrojem dla Niemców jest monarchia. Był przekonany, że Niemcy muszą odnaleźć swoją religię, by przewodzić w świecie chrześcijańskim. Wrogo odnosił się do katolicyzmu, bowiem jego nauczanie miało charakter powszechny, było skierowane do całej ludzkości. Zapoczątkował ruch „poganochrześcijan”. W efekcie przyczynił się do rozwoju poganizmu i zwalczania chrześcijaństwa.

## Publikacje
- „Gesammelten Abhandlungen” (1866)
- „Symmicta” (1877–80, 2 t.)
- „Semitica” (1878)
- „Orientalia” (1879)
- „Mitteilungen” (1884–91 4 t.)
- „Armenische Studien” (1877)
- „Aegyptiaca” (1883)
- „Persische Studien” (1884)

## Źródła internetowe
1. Encyklopedia Gutenberga
2. Michael Welte: Biographisch-bibliographisches Kirchenlexikon. s. Band IV (1992) Spalten 984. [dostęp 2010-09-30]. (niem.).